# شهرستان دکیتر (ایندیانا)
شهرستان دکیتر (به انگلیسی: Decatur County, Indiana) شهرستانی در ایالات متحده آمریکا است که در ایندیانا واقع شده‌است.